# 博格 (星际旅行)
| 星际旅行中主要的种族与势力              |
| --------------------------------------- |
| 星際聯邦 · 人类 · 瓦肯人 · 安多利人     |
| 貝塔索人 · 波利安人 · 德诺布拉人        |
| 罗慕伦人 · 克林贡人 ·巴库人 · 索利安人  |
| 葛恩人 · 佛瑞吉人 · 博格人 · 卡松人     |
| 卡达西人 · 贝久人 · 楚尔人 · 希罗吉恩人 |
| 自治同盟 · 布林人 · 新地人 · 8472种族   |

博格人是科幻電視劇《星空奇遇記》中虛構的外星種族。博格人的目標是同化一切可以遇到的種族，使自己的種族「達到完美」。這個種族由《新星空奇遇記》的編劇及製作人的莫里斯·赫里創作，外型由服裝插畫家大衛·費雪（David Fisher）設計並由瑞克·史坦巴赫完善。
博格人首次出現於電視劇集《銀河飛龍》，其後於電影《星艦迷航記VIII：戰鬥巡航》內亦被描述為星際艦隊的主要敵人。此外，他們在《星艦奇航記：重返地球》系列內扮演著重要角色。

## 設計靈感
1987年電視劇《銀河飛龍》首播，因克林貢人成為了星際聯邦的盟友，於是編劇們便把佛瑞吉設定為聯邦的新敵人。但由於佛瑞吉人滑稽可笑的演出及對利潤的痴迷及熱愛，使編劇們未能將其描述為令人信服的新威脅。其後，身為編劇及製作人的莫里斯·赫里提出了一個主意——一個強大的外星種族登場，他們將能夠接管人們的思想及消滅整個殖民地和文明，並將成為聯邦所面臨的最致命威脅。「博格」這一種族因此誕生，並被設定為星際聯邦及星際艦隊在24世紀面對的主要敵人。「博格」的早期概念及外表由服裝插畫家大衛·費雪（David Fisher）設計，其後由瑞克·史坦巴赫完善。

## 特徵
博格人是半有机物半机械的物種，名字源自改造人（英語：Cyborg）。博格人身体上装配有大量人造器官及机械，而大脑則是人造的处理器。博格人的皮膚平坦白皙，而且没有体毛。博格人通常會以一種複雜的眼植入物來取代一隻眼睛，並以一隻具有多用途工具的機械手臂取代一隻手臂。由於不同的博格人有著不同的角色，因此他們的機械手臂可能安裝了醫療設備、掃描儀或武器。博格人能透過能量管道端口攝取能量並驅動他們的技術系統，而他們的生物芯片亦可以合成所需的任何有機營養素。在電影《星艦迷航記VIII：戰鬥巡航》中提及了博格人在博格方塊內的生存環境，大約為溫度39.1℃及濕度92%。
博格人沒有恐懼感，這意味著他們不會受情感影響而造成失誤。他們不懼怕死亡，而且對博格來說一個博格個體的生命是可以消耗的。
納米探針（Nanoprobes）是一種微型機械，能改變、抑制及修復人體細胞，博格人透過它來維護自身系統及修復有機部分的損壞。博格人體內平均存在著數百萬架這類機械。另外，博格人的機械手臂內設有納米探針的注射裝置，能在需要時植入其他種族個體的體內，把其「同化」。博格人的前額被植入了一種名為皮質節點（Cortical node）的機械。透過此節點，博格人能調節自身的生命功能、連接其壁艙（Alcove）及控制其他植入體內的機械設備。當皮質節點發生故障並未有更換，博格人便會死亡。
為了調查和掃描其他種族所擁有的技術及生物學，博格人會經常登上其他種族的艦船或傳送至行星表面。一開始博格人不會展現出強烈的敵意，除非目標被視為迫在眉睫的威脅，否則他們不會發動攻擊。
在《新星空奇遇記》中，服裝設計師杜琳達·伍德（Durinda Rice Wood）負責設計波格服裝，而化妝師邁克爾·威斯特莫則負責處理其他顯露出來的部份（例如是頭、頸及手）。伍德在加入劇組後曾經提出重新設計波格的服裝，卻礙於預算限制而未能成事。伍德表示自己在設計時會為波格的身體上加入一些機械部件，以表達他們的有機部份已經損壞，甚至為了避免他們的外表過於統一而加上假眼及不同的義肢。而為了令觀眾知道博格是一種不合常理和無法談判的生物，威斯特莫為波格化上了白妝，令他們的皮膚變得十分蒼白，看起來像喪屍般。

## 社會

在《星空奇遇記VIII：星空第一擊》登場的博格女王，由艾麗絲·克里奇飾演。

博格人起源於第四象限，由成千上萬不同的物種組成。與其他外星種族不同，博格人沒有特定的居住行星。
博格人是严格奉行集体意识的种族，从生理上完全剥夺了个体的自由意志。博格人的社会系统由「博格集合体」（Borg Collective）组成，每个集合体中的个体成员被称为「個體」（Drone）。集合体内的博格个体通过某种复杂的子空间通信网络相互连接。在博格集合体中，博格个体没有自我意识，而是通过一个被称为博格女皇（Borg Queen）的特殊個體对整个集合体进行控制，因此在战略上显示出高度的智慧与适应能力。
在1996年電影《星空奇遇記VIII：星空第一擊》上映前，劇集的編劇均沒有為博格人設定任何層級制的命令結構，而只是單純把其寫成一個致力同化不同種族的外星種族。然而在《星空第一擊》內，電影編劇布藍儂·布拉加及羅納德·D·摩爾創造了「博格女王」這一角色。博格女皇是一个独特的博格个体，也是集合体内唯一一个与其他个体不同、拥有自我意识的个体，能在「我」及「我們」的概念之間互換。一旦博格女皇被消滅，整个博格集合体都会因此而停止运作。
在《星空第一擊》內，博格女王曾暗示她體現了博格集合體的智慧，是集合體的化身，而非其控制者。但其後在劇集《星艦奇航記：重返地球》內博格女王的行動卻與此互相矛盾。在該劇中，博格女王的行為明確地是指示、指揮甚至壓倒了波格集合體的集體意識。博格女王的加入改變了觀眾對博格這種族的理解。美國作家洛伊絲·H·格雷殊及羅伯特·溫伯格在合著的《The Computers Of Star Trek》一書內指出，「對於觀眾而言，相比起一個根據所有成員的意見來作出決定的集體意識，專注於一名反派人物身上會較為容易」。

## 同化

被博格人同化的皮卡尔舰长，由帕特里克·斯图尔特飾演。

代言人与博格女皇

博格人不會繁殖，因此同化是他們維持種族存續的唯一方式，亦是獲取知識與技術的唯一手段。一般來說，博格人的同化是針對整個文明，而不是個人。博格人的最終目標是通過同化一切可以遇到的種族，使自己的種族達到「完美」。因此，博格人會忽略一些他們認為屬於過分劣勢的物種，因為這類物種並不能為他們的「完美」提供任何幫助，甚至會損害其自身。博格人会忽略一般经过他们的外星种族和飞船，除非他们表现出了威胁或者值得被同化。博格人在首次接觸外星物種時便會為其指定一個編號，而人類被稱為「5618種族」，即代表博格人在遇見人類前便同化了5,617個物種。
在同化時，博格人會將納米探針植入至其他種族個體的體內，並透過其將對方改造為博格個體。納米探針會重寫受害者的細胞的DNA，改變其生物化學，在其體內合併及形成更大更複雜的結構和網絡，並最終形成一些從皮膚突出的植入物。经过同化的个体会被安装上博格的机械组件，并安装上不可移除的子空间通信设备，从而完全加入博格集合体。同化會對受害者的外表造成明顯的傷害，包括頭髮脫落及皮膚呈現出灰白色等。
在与其他种族接触的时候，博格有时会将某个被俘获的对方种族个体同化为一种特殊的形态「代言人（Locutus）」，用来劝降仍在抵抗的对方，或者在以后留做沟通的渠道
。例子包括在劇集《新星空奇遇記》第3季第26集「兩個世界」被博格人同化的皮尚魯艦長。经如此改造的博格个体依然保留有很多原本的器官，因此通过手术还是可以恢复原本的生理状态。
當博格集合體決定同化某種族時，便會透過博格個體向目標傳遞此訊息。博格集合體會以對方的語言來發表宣言，表示對方將會被同化且其「生物及技術獨特性」會被吸收，並指出「反抗無用」（Resistance is futile）。而在《新星空奇遇記》內，博格所用的完整語句如下：
——We are the Borg. Lower your shields and surrender your ships. We will add your biological and technological distinctiveness to our own. Your culture will adapt to service us. Resistance is futile.
——翻译：我们是博格人。降下你们的护盾，并且投降。我们将同化你们的生命和技术，你们的人民将为我们服务。反抗无用。
另外，被同化為博格代言人的皮尚魯艦長在登場時亦有一句台詞：「我是博格代言人，反抗無用。」（I am Locutus of Borg. Resistance is futile.）。
「反抗無用」這一句後來成為了博格人的標誌之一，後來更被用作電影《星空奇遇記VIII：星空第一擊》的宣傳語。此外，這句子亦曾经被TV Land评为最伟大的100句电视流行语（The 100 Greatest TV Quotes and Catchphrases）之一。
不过早在《星空奇遇記》之前，英国电视剧《神秘博士》1976年的一集中就出现了这句台词，只是當時并未获得注意。此外还有另一剧集中曾出现类似的台词「Resistance is useless.」。

## 武器及科技
博格人在作戰時有兩種特色武器，一個是可以穿透任何防護力場的納米探針，另外一個則是能修正適應敵人攻擊的防護裝置。博格人能透過納米探針同化目標並取得目標的所有資訊，它甚至能攻擊人體的血細胞，以及穿透任何防護力場和裝甲。另外，博格人對能量武器具有很高的抵抗力，並且具有能迅速適應它們的個人防護裝置。在戰鬥時，博格人的防護裝置可以在受光炮及能量武器攻擊時即時作出適應及調整，一旦適應了對方武器的資訊（例如是武器的特定頻率），對方武器的攻擊便會對博格人失效。雖然同化能使博格人在作戰時取得絕對的優勢，但在無法同化對方時，博格人便無法有效地攻擊和防禦。
博格方塊（Borg Cube）是博格人的主力艦隻，由波格集合體操控。博格方塊每邊長3公里，總體積為27立方公里。為了有利博格方塊尋找並同化行星、外星種族和星際飛船，因此在設計博格方塊時特別注重細節和高效率。博格方塊裝備了不同的強力武裝、防禦力場及自動再生矩陣，船內裝有5,000至179,000個博格人，能對可能遇到的任何敵方艦隊造成嚴重傷害，並在可能的情況下修復船體。此外，博格還有一種被稱為「博格遠程戰術艦」的球形艦隻，通常被聯邦稱為博格球體（Borg Sphere），這類艦隻能製造時間漩渦。
除了武器外，博格人的另一個优势是他们的超曲速技术。博格人利用超曲速导管（Transwarp Conduit）来调动他们的舰队，而导管由超曲速中继站（Transwarp Hub）来相互连接，从而形成一个巨大的网络通往银河系的各个角落。在整個銀河系內只有六個超曲速中繼站，連接著數以千計的超曲速導管，而這些中繼站的出口只設於第四象限。當其中一個中繼站被摧毀，便會削弱整個超曲速導管網絡。使用超曲速导管的飞船的航速是银河级星舰最高曲速速度的二十倍，这使得博格人在战场上拥有强大机动能力并可在战略战术上达成突然性。航海家号就是利用超曲速中继站在短时间内穿过了整个象限返回了地球。
此外，博格人亦會在不同地方應用被同化種族的技術。例如在劇集《皮尚魯》中，前博格（ex-Borg）休利用設於博格方塊的女王巢穴（Queen's Cell）內的空間軌跡儀（Spatial Trajector），把皮尚魯等人送走。這項技術是博格人在同化斯卡瑞安人（Sikarian）後獲得的，可以把人傳送到40,000光年內的任何行星上，僅限博格女王在危急情況下使用，以防止在博格船艦被擊破時她的身體及所擁有的獨特技術被其他種族捕獲。

## 登場

### 下一代
星际联邦与博格人的首次接触发生在2365年。在第2季第16集「Q是誰」內，当时企業號-D被外星人Q帶到第四象限的一艘博格方块旁边，企業號之後被博格方塊追擊並導致十數名船員犧牲，這逼使皮尚魯請求Q的幫助，最終Q把企業號送回原本的所在地。
第二次接觸發生在2366年。在第3季結局及第4季首集「兩個世界」內，企業號試圖阻止即將來到地球的博格方塊，但最終被迫撤退，而皮尚魯艦長則被俘虜。之後，皮尚魯被博格人同化，並成為了其代言人，與此同時集合體吸收了他所有的經驗和知識，包括星際艦隊的戰術策略和科技。這導致在之後所發生的沃爾夫359戰役內，星際艦隊40艘星艦中的39艘被博格方塊摧毀，近11,000人喪生。最後，博格方塊因能量系統出現過載而自毀，而皮尚魯亦在被艦隊救出後被移除了植入物。
在第5季第23集「博格人」內，企業號的船員在一艘墜毀的博格艦隻上救出了一個博格人「五之三」（Third of Five），其後被喬迪·拉弗吉命名為「休」（Hugh）。其後拉弗吉與數據少校提出以其作為武器，把無法解決的幾何公式植入他的大腦（類似於電腦病毒），並將其返回博格集合體，當該公式迅速傳播後便可以癱瘓博格，但被貝芙莉·克拉希爾指此舉等同於種族滅絕。最終這個方案沒有實行，而休亦自願選擇回到墜毀的博格艦隻上等待被回收。

### 重返地球
在《重返地球》中，因聯邦星艦航海家號在第四象限內迷航，因此博格人經常在此劇出現。在第3季第26集及第4季第1集「與蠍謀皮」內，博格人試圖同化居於液態空間內的8472種族，但因其種族特性而失敗，並反被對方擊退。之後，8472種族派遣了數百艘強大的生化戰艦進入第四象限，以求消滅銀河系內的所有生物。為了得到航海家號的幫助，博格集合體指派了博格人九之七作為代表與其接觸。航海家號的艦長凱薩琳·珍葳其後以一種能擊敗8472物種的技術，向博格集合體換取安全通過博格領空的權利，而博格亦最終透過這項技術逃過被滅族的命運。但隨後，九之七表示協議已經結束，並企圖同化航海家號的船員，但被早有準備的船員制止。
最終，航海家号利用並同時摧毀了一處博格人的超曲速中繼站，成功從第四象限返回第一象限。

### 星空第一擊
在電影內，博格人再度向联邦发起攻擊，并透過他們所製造的時間漩渦回到了21世纪中期，企图同化当时的地球，但最終被企業號-E阻止。

### 进取号
在劇集《企業號》第2季第23集「再生」中，有两個博格人随博格球体坠落到21世纪的地球北极而幸存下来。之後，这两名博格人被一群研究人员解冻后被纳米探针修复，並同化了一對不知情的科學家。最終在逃离地球的过程中被地球星舰企業號（NX-01）阻止。

### 發現號
儘管在電視劇《星際爭霸戰：發現號》中沒有出現博格，但在第2季的劇情中，31區成員之一的利蘭艦長（Captain Leland）被人工智能「管控（Control）」以某種刺針感染後，表現出與博格個體類似的特徵，包括黑色的靜脈以及獲增強的戰鬥能力。因此，有部份粉絲推測「管控」與博格的起源有關，或者是從回收的博格技術逆向工程而來。但在季後採訪期間，劇集的編劇及製片人均表示這不是他們的意圖，不認為這與博格起源有關。

### 皮尚魯
在2019年推出的電視劇《星際爭霸戰：畢凱》中，提及了羅慕倫人在十多年前捕獲了一艘博格方塊，並名命為「神器號（the Artifact）」。隨著劇情推進，得知在2380年代有一艘博格方塊曾進入了羅慕倫帝國領空並遇到一艘帝國偵察艦，其後偵察艦上的26名乘客便遭到博格同化，其中包括專門研究羅慕倫神話的專家麗貝卡·維索基（Rebecca Wisocky）。在同化羅慕倫人後，該艘博格方塊突然發生了子矩陣崩潰，因而被博格集合體切斷了聯繫，以及停用了方塊的機能及其中所有的博格個體。
在此劇第1季登場的前博格包括皮尚魯、九之七及休等。